# Rosnay, Indre
Rosnay är en kommun i departementet Indre i regionen Centre-Val de Loire i de centrala delarna av Frankrike. Kommunen ligger i kantonen Le Blanc som tillhör arrondissementet Le Blanc. År 2022 hade Rosnay 522 invånare.

## Befolkningsutveckling
Antalet invånare i kommunen Rosnay
Referens:INSEE